# Simon van Liemt
 (novembre 2018).
Simon van Liemt, né en 1974 à Aix-en-Provence, est un dessinateur de bande dessinée français né d'une mère française et d'un père néerlandais originaire de Haarlem.

## Biographie
En 1996, Simon van Liemt étudie à l'école supérieure des arts Saint Luc Liège.
Il commence en Belgique à l'atelier "parfois j'ai dur" créé par Bruno Gazzotti et Ralph Meyer.
En 1999, il devient membre du Gottferdom Studio et participe aux illustrations dans Lanfeust Mag. Il illustre notamment le thème du facteur poursuivi par un chien pour le bulletin d'abonnement, en renouvelant chaque mois la performance.
En 2019, il fonde un groupe de rock, tendance new wave / post punk : Cold Machine.
Le groupe sous sa forme actuelle est composé de Simon van Liemt au chant et à la guitare  de Mathieu Formisano à la basse et de Michel Triai à la batterie.
Un premier EP : Chain Reaction a vu le jour le 15 mars 2024.

### Publication chez Glénat
En parallèle, il dessine une série réaliste dans l'univers de la magie avec le scénariste Jean-Christophe Derrien.

### Publication chez Le Lombard
Le même duo dessinateur- scénariste se lance dans une saga policière dans l'univers du jeu de poker, dans la série éponyme.
En 2015, il change de scénariste et va se plonger avec Zidrou dans l'univers des années 1960 en reprenant le personnage de Ric Hochet créé par M André-Paul Duchâteau.

## Enregistrement et Sortie de Chain Reaction
Le premier EP de son groupe Cold Machine sort le 15 mars 2024.
Le 5 titres sera enregistré à Marseille par Christophe Hovikian en prise live, dans l'esprit de Steve Albini.

## Œuvre

### Incantations
Scénario de Jean-Christophe Derrien, dessins de Simon van Liemt, Glénat, collection Grafica
1. Louise, 2003  (ISBN 2-7234-3762-0)
2. Andrew, 2005  (ISBN 2-7234-4432-5)
3. Dominic, 2007  (ISBN 978-2-7234-5331-8)

### Poker
Scénario de Jean-Christophe Derrien, dessins de Simon van Liemt, Le Lombard
1. Short stack, 2009  (ISBN 978-2-8036-2597-0)
2. Dead money, 2011  (ISBN 978-2-8036-2769-1)
3. Viva Las Vegas, 2012  (ISBN 978-2-8036-3043-1)
4. Hit and run, 2013  (ISBN 978-2-8036-3231-2)

### Les nouvelles enquêtes de Ric Hochet
Scénario de Zidrou, dessins de Simon van Liemt, Le Lombard sur une idée originale de Duchateau
1. R.I.P., Ric !, 2015  (ISBN 978-2-8036-3559-7)
2. Meurtres dans un jardin français, 2016  (ISBN 978-2-8036-3689-1)
3. Comment réussir un assassinat, mai 2018  (ISBN 978-2-8036-7173-1)
4. Tombé pour la France, janvier 2020  (ISBN 9782803674435)
5. Commissaire Griot, avril 2021  (ISBN 9782803677726)
6. Le Tiercé de la Mort, mai 2022  (ISBN 978-2-8082-0346-3)

### Émission de Radio
En 2016, Simon van Liemt participe également à l'émission de radio "En Route Vers De Nouvelles Aventures" (ERVDNA) diffusée sur les Ondes de Radio Zinzine. Cette émission est co-présentée avec les dessinateurs-scénaristes : Julien Neel, Guillaume Bianco et Jean-Luc Deglin.